# 2004 en hockey sur glace
Cette page présente les éléments de hockey sur glace de l'année 2004, que ce soit d'un point de vue rencontres internationales ou championnats nationaux. Les grandes dates des différentes compétitions sont données ainsi que les décès de personnalités du hockey mondiale.

## Amérique du Nord

### Ligue nationale de hockey
- Le 54e Match des étoiles a eu lieu le 8 février 2004 dans la patinoire du Wild du Minnesota, le Xcel Energy Center.
- En fin de saison régulière, Le Lightning de Tampa Bay et les Red Wings de Détroit sont respectivement champion de conférence Est et Ouest.
- Les séries éliminatoires de la coupe Stanley débutent le 7 avril.
- Tampa Bay gagne la série et la coupe Stanley 4-3.

### Ligue américaine de hockey
- Le 17e Match des étoiles de la LAH a eu lieu les 8 et 9 février 2004 dans la patinoire du Van Andel Arena à Grand Rapids dans l'État du Michigan.
- les Admirals de Milwaukee remportent la Coupe Calder.

### Ligue canadienne de hockey
- L'Olympiques de Gatineau remporte la Coupe du président en battant en cinq rencontres les Wildcats de Moncton.

- Le Storm de Guelph remporte la coupe J.-Ross-Robertson en battant en quatre rencontres les IceDogs de Mississauga.

- Les Tigers de Medicine Hat remportent la Coupe du Président en battant en quatre rencontres les Silvertips d'Everett.

- Les Rockets de Kelowna remportent la Coupe Memorial face aux Tigres de Medicine Hat, aux Storm de Guelph et aux Olympiques de Gatineau.

### East Coast Hockey League
- Les Steelheads de l'Idaho remportent la Coupe Kelly.

### Ligue nationale de hockey féminin (1999-2007)
- l'Oval X-Treme de Calgary est champion de la LNHF pour la seconde fois.

## Europe

### Compétitions internationales
- La Coupe continentale est remportée par le HC Slovan Bratislava.
- Le HC Davos gagne la Coupe Spengler.

### Allemagne
- Les Lions de Francfort remportent le championnat.

### Autriche
- Le EC Klagenfurt AC remporte le championnat en défaisant en finale le EC Villacher SV.

### Espagne
- Le Club Hielo Jaca remporte le championnat en défaisant en finale le CG Puigcerdà.

### Finlande
- Le Kärpät Oulu remporte le championnat en défaisant en finale le TPS Turku.
- Le KalPa Kuopio remporte le championnat en division 2, la Mestis.

### France
- Les Gothiques d’Amiens remportent le championnat en Super 16 en défaisant en finale les Brûleurs de loups de Grenoble par la marque de 2-0.
- Les Pingouins de Morzine remportent le championnat de Division 1 et son promu pour la saison suivante en Super 16.

### République tchèque
- Le HC Hamé Zlín remporte le championnat de l'Extraliga en défaisant en finale le HC Slavia Prague.
- Le HC Dukla Jihlava remporte le championnat de la 1. liga et est promu en Extraliga alors que le HC České Budějovice est reléguée en 1. liga.

### Russie
- L'Avangard Omsk remporte le championnat élite en défaisant en finale le Metallourg Magnitogorsk par la marque de 3-2.
- Le Molot Prikamie Perm remporte le championnat de la Vyschaïa Liga.

### Suède
- Le HV 71 remporte le championnat de la Elitserien en défaisant en finale le Färjestads BK par la marque de 4-3.
- Le Mora IK remporte le championnat de l'Allsvenskan et est promu en Elitserien pour la saison suivante.

### Suisse
- Le CP Berne remporte le championnat de la Ligue National A en défaisant en finale le HC Lugano.
- Le HC Bienne remporte le championnat de la Ligue National B en défaisant en finale le HC Sierre.

## International
- Championnat du monde : le Canada est champion du monde devant la Suède en gagnant la finale 5 à 3.
- Championnat du monde junior : les États-Unis sont champions du monde juniors pour la première fois de leur histoire.
- Championnat du monde féminin : le 6 avril : la finale est remportée 2-0 par le  Canada face aux  États-Unis. La  Finlande est troisième.

## Fins de carrière
- Greg Andrusak.

## Décès
- 15 janvier : Andy Barbe, vainqueur de deux Coupe Calder avec les Hornets de Pittsburgh en LAH.
- 3 novembre : Sergejs Žoltoks, s'écroule durant un match de son équipe, le HK Riga 2000.
- 17 novembre : Aleksandr Ragouline, joueur intronisé au Temple de la renommée du hockey russe en 1963 et au Temple de la renommée de l'IIHF en 1997.
- 21 novembre : Harvey Bennett, gardien des Bruins de Boston, il fut intronisé au Temple de la renommée de la Ligue américaine de hockey en 2013.
- 16 décembre : Bob Boucher, joueur ayant évolué durant six saisons au niveau professionnel.